# Харитонов Мойсей Маркович
Мойсей Маркович Харитонов (1 березня 1887, місто Миколаїв, тепер Миколаївська область — 1948, тепер Російська Федерація) — радянський партійний діяч, 1-й секретар Уральського обласного комітету РКП(б), відповідальний секретар Саратовського губернського комітету РКП(б). Член ВЦВК 10-го скликання. Член ЦК РКП(б) у 1923—1925 роках.

## Життєпис
Народився в родині службовця (прикажчика). Два роки навчався в церковнопарафіяльній школі.
Член РСДРП з листопада 1905 року.
Вів активну революційну роботу у Миколаєві та Одесі. У 1906 році заарештований і засланий в Олонецьку губернію, звідки втік.
У 1912 році емігрував до Швейцарії, де познайомився з Леніним та Зінов'євим. Був секретарем більшовицької організації у місті Цюриху, брав участь у конференції закордонних більшовицьких секцій в місті Берні у 1915 році.
Навчався 8 місяців у школі для дорослих у Цюриху. Потім закінчив вищий політехнічний технікум у Цюриху (Швейцарія).
3(16) квітня 1917 року повернувся до Росії разом із Леніним у «пломбованому вагоні». Був обраний членом Петроградського комітету РСДРП(б). Брав участь у роботі VII (Квітневої) партконференції (1917).
З квітня 1917 року — секретар 2-го міського районного комітету РСДРП(б) міста Петрограда. З жовтня 1917 по січень 1918 року — член виконавчої комісії та секретар Петроградського окружного комітету РСДРП(б). Одночасно з жовтня по грудень 1917 року — друкар-видавець МВС від Петроградського військово-революційного комітету.
У січні — серпні 1918 року — відповідальний редактор «Красной газеты» в Петрограді. Також обирався членом Петроградського міського комітету РКП(б).
У липні — серпні 1918 року — комісар агітації і пропаганди Ради народних комісарів Союзу комун Північної області в Петрограді.
З серпня 1918 року служив на політичній рботі в Червоній армії. 31 жовтня — 11 листопада 1918 року — військовий комісар 3-ї Уральської стрілецької дивізії 3-ї армії РСЧА. З 1918 по січень 1919 року — редактор газети 3-ї армії, член Уральського обласного бюро ЦК РКП(б).
15 березня — листопад 1919 року — відповідальний секретар Петроградського губернського комітету РКП(б).
З 24 травня по 22 жовтня 1919 року — член Революційної військової ради 7-ї армії. У 1919 — січні 1920 року — начальник Особливого відділу ВЧК 7-ї армії.
З січня по лютий 1920 року — завідувач відділу обліку та розподілу Головшляху Народного комісаріату шляхів сполучення РРФСР.
З лютого 1920 по лютий 1921 року — комісар Південно-Західних залізниць. Також із жовтня 1920 по лютий 1921 року — комісар залізниць Південно-Західного фронту, заступник начальника політичного відділу Київського військового округу.
У квітні 1921 — січні 1922 року — відповідальний партійний організатор 2-го міського районного комітету РКП(б) міста Петрограда.
З 16 січня 1922 по грудень 1923 року — член та відповідальний секретар Уральського бюро ЦК РКП(б).
У грудні 1923 — червні 1925 року — 1-й (відповідальний) секретар Уральського обласного комітету РКП(б).
У липні 1925 — січні 1926 року — відповідальний секретар Саратовського губернського комітету РКП(б).
5 лютого 1926 — 5 січня 1928 року — член правління Головбавовнкому Вищої ради народного господарства СРСР.
У 1926—1928 роках — активний учасник «лівої опозиції». 18 грудня 1927 року виключений з партії відповідно постанови XV з'їзду ВКП(б) у числі 75 лідерів та активних учасників об'єднаної троцькістсько-зінов'євської опозиції. У 1928 році заявив про відхід від опозиції, 22 червня 1928 року поновлений в членах ВКП(б).
З 12 січня 1928 по січень 1929 року працював уповноваженим Кендирбюро при Головбавовнкомі СРСР по Середній Азії.
15 січня 1929 — 20 липня 1930 року — старший інспектор групи відомчої раціоналізації Народного комісаріату робітничо-селянської інспекції СРСР. 20 липня — 15 листопада 1930 року — старший інспектор торгово-кооперативної групи Народного комісаріату робітничо-селянської інспекції СРСР.
З 22 листопада 1930 по 1932 рік — член колегії Народного комісаріату зовнішньої торгівлі СРСР. Одночасно у листопаді 1930 — липні 1931 року — начальник організаційного сектору Народного комісаріату зовнішньої торгівлі СРСР. До листопада 1931 року — начальник головної інспекції із якості товарів Народного комісаріату зовнішньої торгівлі СРСР. З травня 1931 по 1932 рік — начальник бюро раціоналізації боротьби із втратами зовнішньої торгівлі Народного комісаріату зовнішньої торгівлі СРСР. У 1932 році — начальник експортного сектору Народного комісаріату зовнішньої торгівлі СРСР.
З 1932 по 26 січня 1935 року працював заступником торгового представника СРСР у Великобританії.
Заарештований у грудні 1934 року, проходив у справі «Ленінградської контрреволюційної зинов'ївської групи». Рішенням Особливої наради при НКВС СРСР 16 січня 1935 року засуджений на 2 роки заслання в Тобольськ; у 1935 році виключений з партії. У 1936 році, перебуваючи на засланні, був заарештований і рішенням Військової колегії Верховного Суду СРСР від 8 березня 1937 року засуджений до страти, яка була замінена на 10 років позбавлення волі. У жовтні 1947 року знову заарештованмий і постановою Особливої наради від 7 лютого 1948 року засуджений до 10 років позбавлення волі. Помер у виправно-трудовому таборі у 1948 році.
Похований у Москві на Новодівичому цвинтарі (4-а ділянка). Посмертно реабілітований.